# Elaenia frantzii
Elaenia frantzii là một loài chim trong họ Tyrannidae.